# Darío Cáceres
Darío Cáceres (n. Pirayú, Paraguarí, Paraguay; 26 de enero de 1998) es un futbolista paraguayo. Juega de defensor y su equipo actual es el Club Nacional Asunción de la Primera División de Paraguay.

## Trayectoria

### Lanús
Después de llegar a la Argentina desde Paraguay con su padre en 2008, Cáceres pronto fue parte de las inferiores de San Lorenzo de Almagro, y luego en Lanús en 2013. Cáceres permaneció en las inferiores del club durante 5 años, destacándose en la Sub-20 en la Copa Libertadores Sub-20 de 2016, antes de ser subido a Primera en el Campeonato 2017-18. Habiendo sido suplente frente a Racing el 16 de febrero de 2018, Cáceres hizo su debut una semana más tarde frente a Rosario Central. En total en dicho campeonato llegaría a disputar 3 partidos más dando un total de 4 partidos en los que disputó 315 minutos y no convirtió goles ni recibió amonestaciones. Si bien continua entrenándose con el plantel de primera juega principalmente en la reserva y esporádicamente es convocado al banco. En la temporada del Campeonato de Primera División 2018-19 disputa un único partido, correspondiente a la Copa de la Superliga y solamente disputa 2 partidos en la Campeonato de Primera División 2019-20.

### River Plate
Se confirma su llegada a Club River Plate para disputar el Torneo Clausura 2020y la Copa Sudamericana 2020, llega a préstamo sin cargo ni opción de compra. Tuvo muy poco rodaje, llegó a disputar 3 partidos por el campeonato local y un partido por la copa el 25 de febrero contra Deportivo Cali arrancando como titular con la camiseta 14 y siendo reemplazado en el minuto 23 del segundo tiempo.

### Alvarado
Se convirtió en el primer refuerzo del equipo dirigido por Walter Coyette de cara al Campeonato de Primera Nacional 2021, llegó a préstamo por un año sin cargo ni opción de compra. Debutó como titular en la cuarta fecha del campeonato con la 3 en la espalda, disputó 72 minutos antes de ser reemplazado por Juan Alsina. Su primer gol en el equipo marplatense es también su primer gol como profesional, se lo convierte a Almirante Brown a los 23 minutos del segundo tiempo. En total disputó 27 partidos en los que convirtió un gol y recibió una amarilla.

### Ferro
En enero del 2022 se confirma la llegada a préstamo sin cargo y sin opción hasta el 31 de diciembre, debiendo retornar a Lanús al cumplirse el préstamo. comienza como suplente de Braian Álvarez de lateral por izquierda titular del equipo de cara al Campeonato de Primera Nacional 2022 y debuta en la primera fecha del campeonato con la 14 en la espalda al ingresar en lugar de Braian Álvarez. En dicho partido disputa los 90 minutos sin recibir tarjetas amarillas ni convertir goles. En la tercera fecha debuta como titular con la 3 en la espalda. Tras el despido de Manuel Fernández y la llegada de la dupla técnica Branda - Kohan se consolida como titular del equipo. En total llega a disputar 30 partidos en los que no convirtió goles.

## Estadísticas
Actualizado al 8 de julio de 2024

| Lanús Argentina | 1.ª           | 2017-18       | 4  | 0 | 0  | 0 | 0  | 0 | 4   | 0 | 0    |
| Lanús Argentina | 1.ª           | 2018-19       | 0  | 0 | 1  | 0 | -  | - | 1   | 0 | 0    |
| Lanús Argentina | 1.ª           | 2019-20       | 2  | 0 | 0  | 0 | -  | - | 2   | 0 | 0    |
| Lanús Argentina | Total         | Total         | 6  | 0 | 1  | 0 | 0  | 0 | 7   | 0 | 0    |
| River Plate Paraguay | 1.ª           | 2020          | 3  | 0 | 0  | 0 | 1  | 0 | 3   | 0 | 0    |
| River Plate Paraguay | Total         | Total         | 3  | 0 | 0  | 0 | 1  | 0 | 4   | 0 | 0    |
| Alvarado Argentina | 2.ª           | 2021          | 27 | 1 | 0  | 0 | —  | — | 27  | 1 | 0.04 |
| Alvarado Argentina | Total         | Total         | 27 | 1 | 0  | 0 | 0  | 0 | 27  | 1 | 0.04 |
| Ferro Argentina | 2.ª           | 2022          | 28 | 0 | 2  | 0 | —  | — | 30  | 0 | 0    |
| Ferro Argentina | Total         | Total         | 28 | 0 | 2  | 0 | 0  | 0 | 30  | 0 | 0    |
| Defensa y Justicia Argentina                                                                                              | 1.ª           | 2023          | 15 | 1 | 16 | 0 | 7  | 0 | 38  | 1 | 0.03 |
| Defensa y Justicia Argentina                                                                                              | 1.ª           | 2024          | 4  | 0 | 12 | 0 | 5  | 0 | 21  | 0 | 0    |
| Defensa y Justicia Argentina                                                                                              | Total club    | Total club    | 19 | 1 | 28 | 0 | 12 | 0 | 59  | 1 | 0.02 |
| Total carrera | Total carrera | Total carrera | 83 | 1 | 31 | 0 | 13 | 0 | 127 | 1 | 0.01 |
| (1) Las copas nacionales se refiere a la Copa Argentina. (2) Las copas internacionales se refiere a la Copa Sudamericana. |               |               |    |   |    |   |    |   |     |   |      |